# Mathis Soudi
Mathis Soudi (Angers, Francia, 26 de noviembre de 1999) es un deportista marroquí que compite en piragüismo en la modalidad de eslalon. Ganó una medalla de bronce en el Campeonato Mundial de Piragüismo en Eslalon de 2023, en la prueba de K1 individual.

## Palmarés internacional
| Campeonato Mundial | Campeonato Mundial    | Campeonato Mundial | Campeonato Mundial |
| Año                | Lugar                 | Medalla            | Competición        |
| ------------------ | --------------------- | ------------------ | ------------------ |
| 2023               | Londres (Reino Unido) | Medalla de bronce  | K1 individual      |